# SiFive
SiFive, Inc. és una empresa de semiconductors sense fables i proveïdor de xips comercials de silici i processadors RISC-V basats en l'arquitectura de conjunt d'instruccions (ISA) RISC-V. Els productes de SiFive inclouen nuclis, SoC, IP i plaques de desenvolupament.
SiFive és la primera empresa a produir un xip que implementa el RISC-V ISA.

## Història
SiFive va ser fundada el 2015 per Krste Asanović, Yunsup Lee i Andrew Waterman, tres investigadors de la Universitat de Califòrnia Berkeley. El 29 de novembre de 2016, SiFive va llançar el Freedom Everywhere 310 SoC i la placa de desenvolupament HiFive, fent de SiFive la primera empresa a produir un xip que implementa el RISC-V ISA, tot i que les universitats han produït processadors RISC-V anteriors.
L'agost del 2017, SiFive va contractar Naveed Sherwani com a conseller delegat. A l'octubre, SiFive va fer un llançament limitat del seu U54-MC, la primera CPU de quatre nuclis de 64 bits basada en RISC-V del món per donar suport a sistemes operatius amb totes les funcions com Linux.
El juny de 2018, SiFive va adquirir Open-Silicon per una quantitat no revelada i va conservar les seves capacitats de disseny per a xips especialitzats, també anomenats circuits integrats específics d'aplicació o ASIC.
El febrer de 2018, SiFive va llançar HiFive Unleashed, una placa de desenvolupament que conté un SoC de 64 bits amb quatre nuclis U54.
El setembre de 2020, la companyia va anunciar Patrick Little com a nou conseller delegat.
L'octubre de 2020, SiFive va llançar HiFive Unmatched, una placa de desenvolupament Mini-ITX amb quatre nuclis U74-MC, un nucli S7, 8 GB de RAM DDR4, quatre ports USB 3.2 Gen1, una ranura PCI Express x16, una PCIe Gen3 x4, una microSD ranura per a targetes i un Gigabit Ethernet. L'abril de 2021, la companyia també va gravar el seu primer sistema en xip a la tecnologia de procés N5 de TSMC, convertint-lo en el primer dispositiu basat en RISC-V que es va fabricar amb un 5 nm node.
El juny de 2021, Canonical va anunciar que el seu sistema operatiu Ubuntu és compatible amb HiFive Unmatched i HiFive Unleashed, i el Barcelona Supercomputing Center va col·laborar amb Codeplay Software i SiFive per implementar suport per a l'extensió V RISC-V v0.10 a la compilació LLVM infraestructura, proporcionant capacitats de càlcul vectorial mitjançant intrínseques C/C++.

## Productes
- Nuclis RISC-V : Sèrie SiFive Core : les IP SiFive Core consisteixen en tres famílies diferents que abasten des de processadors d'aplicacions d'alt rendiment fins a microcontroladors integrats de 64 i 32 bits de baix consum i optimitzats per a l'àrea, fins a processadors vectorials dissenyats amb requisits informàtics moderns. en ment. Tots els processadors SiFive es basen en el RISC-V ISA.
  - La família de processadors SiFive Performance està dissenyada per a un rendiment més elevat per al rendiment alhora que preserva l'eficiència energètica en una petita empremta
  - La família SiFive Intelligence aprofita un enfocament de programari per al disseny de processadors per abordar els futurs requisits de desplegament de tecnologia d'aprenentatge automàtic per accelerar aplicacions d'IA/ML amb capacitats de càlcul vectorial d'alt rendiment basades en l'extensió RISC-V Vector i l'extensió SiFive Intelligence.
  - La família de nuclis de processador SiFive Essential abasta des de processadors d'aplicacions heterogènies multinucli d'alt rendiment fins a microcontroladors incrustats de baixa potència i optimitzats per a l'àrea. Les microarquitectures de nucli estàndard de SiFive Essential es basen en el RISC-V ISA per proporcionar opcions de 64 i 32 bits i es poden configurar mitjançant SiFive Core Designer per crear configuracions personalitzades.
- IP SoC : la IP SoC es pot personalitzar o els clients trien entre la IP de la interfície de memòria, la IP de connectivitat o la IP del sistema i perifèric.
- SoC personalitzat : a partir d'una plantilla de SoC, els usuaris poden crear dissenys de SoC personalitzats per optimitzar-los per a la potència, el rendiment i l'àrea.
- Plaques i programari : SiFive també produeix el microcontrolador FE310, HiFive1, HiFive Unleashed i altres plaques i programari de desenvolupament.